# Karang Bangun
Karang Bangun is een bestuurslaag in het regentschap Simalungun van de provincie Noord-Sumatra, Indonesië. Karang Bangun telt 4907 inwoners (volkstelling 2010).